# Cartoon Network (Alemania)
Cartoon Network fue un canal de televisión por suscripción alemán que transmite dibujos animados, con sede en Múnich. Estuvo disponible en Alemania, Austria y Suiza. Inició sus transmisiones en 1993 como parte de la señal Europa de Cartoon Network, y en 2006 como una señal autónoma.

## Radiodifusión
En agosto de 2013, SES Platform Services (ahora MX1) ganó una licitación internacional por Turner Broadcasting System para proporcionar servicios de emisión para Cartoon Network, Boomerang, Glitz*, TNT Film y TNT Serie (en SD y HD) para el mercado de habla alemana, digitalización del contenido existente de Turner y reproducción a pedido y de recuperación de Turner en Alemania, Austria, Suiza y la región de Benelux, desde el noviembre del 2013.  
Kabelkiosk de M7 Group dejó de transmitir Cartoon Network el 1 de marzo del 2017.

## Historia
Cartoon Network se lanzó en Alemania el 3 de septiembre de 2005 como un bloque de programación el sábado por la mañana en Kabel Eins. En diciembre de 2013, Kabel Eins canceló el bloque de programación. En junio de 2006, se lanzó una versión alemana de Boomerang; esto fue seguido por el lanzamiento simultáneo de Cartoon Network Alemania como un canal de 24 horas y TNT Film el 5 de diciembre de 2006. El 1 de septiembre de 2016, Cartoon Network Alemania cambió de marca utilizando gráficos del paquete de marca Check It 4.0.
El 25 de septiembre de 2024, Cartoon Network Alemania se fusionó con los canales francés, holandés, portugués y escandinavo.

## Logos

2006-2010.
Desde 2010